# ゴンザーガ
ゴンザーガ（伊: Gonzaga）は、イタリア共和国ロンバルディア州マントヴァ県にある、人口約8,700人の基礎自治体（コムーネ）。

## 地理

### 位置・広がり

#### 隣接コムーネ
隣接するコムーネは以下の通り。括弧内のREはレッジョ・エミリア県所属を示す。
- ルッザーラ (RE)
- モーリア
- ペゴニャーガ
- レッジョーロ (RE)
- スッザーラ

### 気候分類・地震分類
気候分類では、zona E, 2435 GGに分類される。
また、イタリアの地震リスク階級 (it) では、zona 3 (sismicità bassa) に分類される。